# Walafrida
Walafrida es un género con 28 especies de plantas de flores perteneciente a la familia Scrophulariaceae. 

## Especies seleccionadas
- Walafrida albanensis
- Walafrida apiculata
- Walafrida articulata
- Walafrida barabei
- Walafrida basutica

- Datos: Q9095458
- Especies: Walafrida